# Bourdon de pèlerin
Pour les articles homonymes, voir Bourdon et Bordon.

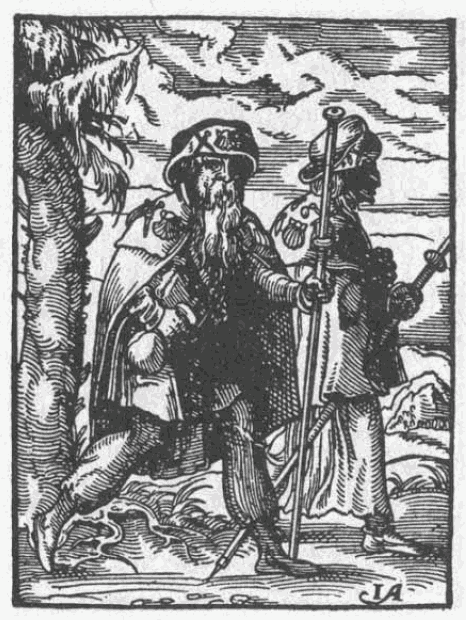
Pèlerin de Saint-Jacques-de-Compostelle avec sa besace, son bourdon à double pommeau et sa coquille Saint-Jacques fixée au chapeau, gravure de 1568.

Un bourdon de pèlerin ou bâton de pèlerin est un long bâton, de marche, ferré à sa base et surmonté d’une gourde,, d'une crosse ou d’un ornement en forme de pomme, parfois décorée d'une enseigne de pèlerinage. Les pèlerins s'en servaient comme soutien et comme arme blanche contre les indésirables.

## Étymologie
Un bourdon du bas latin burdo, « mulet », a pris le sens de « support », « bâton », par une métaphore fréquente liant un animal de bât à un soutien

## Iconographie
L'iconographie montre que le bourdon est plus petit que le pèlerin avant 1400, puis il grandit avec les siècles. Il peut avoir un crochet placé entre les deux pommeaux qui permet d'accrocher divers objets, notamment un sac ou une calebasse contenant sa boisson. À l'intérieur du fût de son bourdon, il est de tradition pour le pèlerin de Saint-Jacques-de-Compostelle de mettre un peu de terre ramassée à sa porte, devant la première église croisée, à Saint-Jacques puis au retour chez soi.

## Héraldique
En héraldique, le « bourdon de pèlerin » est un bâton souvent représenté avec deux pommes formant manche et garde, et garni à la pointe d'un fer pointu. Sa forme se retrouve dans la « croix bourdonnée » dont les branches finissent à leur extrémité par des boules semblables au pommeau du bourdon.

## Galerie

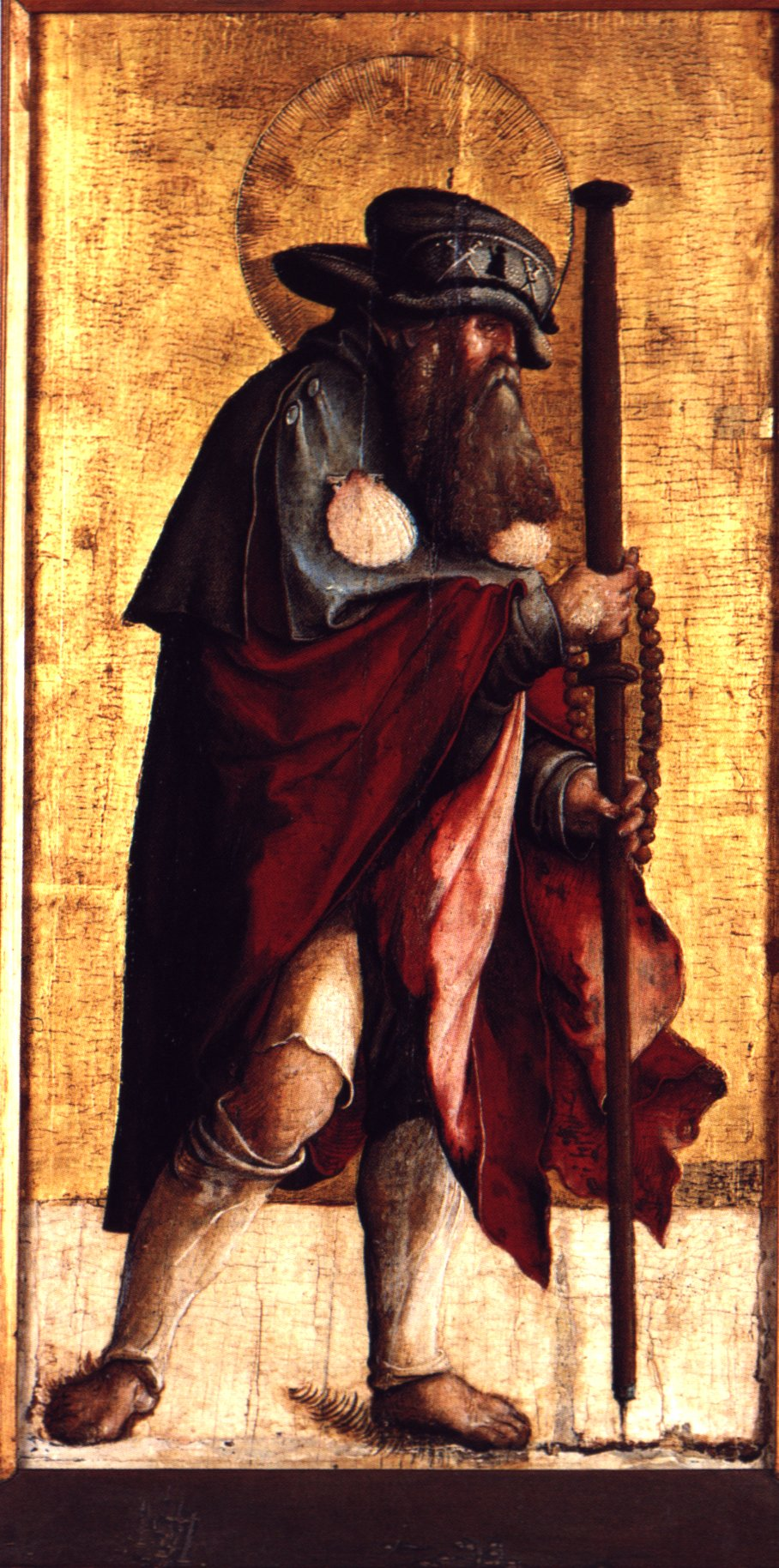
Pèlerin avec son bourdon.
Blason de John Hawkins.
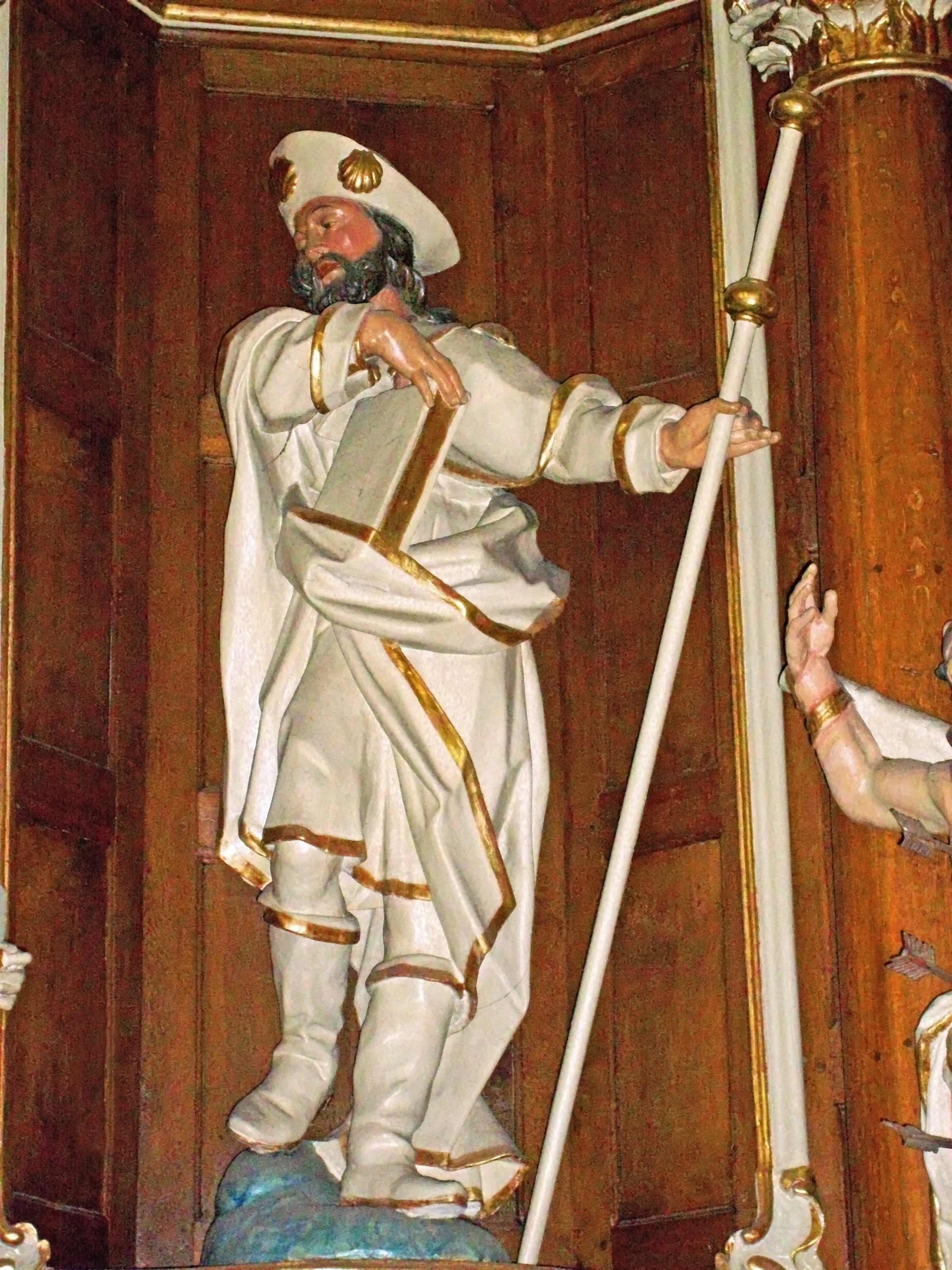
Jacques le Majeur, saint patron des pèlerins, a parfois comme attribut un bourdon.
Armoiries de Bever.
Blason de Marsanne avec sa croix patriarcale bourdonnée.
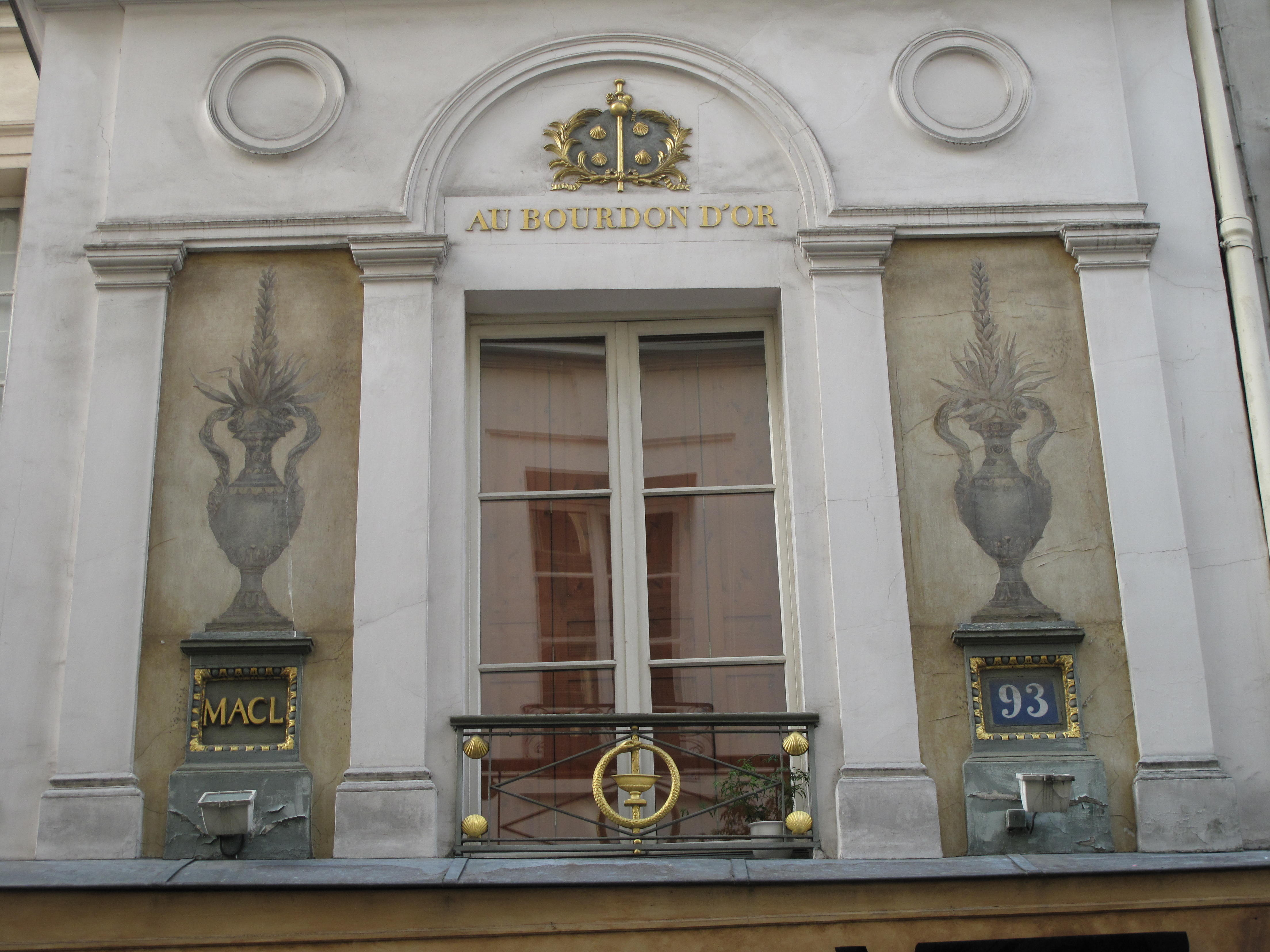
Enseigne "Au Bourdon d'or" à Paris, représentant un bourdon entouré de quatre coquilles Saint-Jacques.